# Liste der Deutschen Meister im 200-Meter-Hürdenlauf
Der 200-Meter-Hürdenlauf war für die Männer in der Bundesrepublik Deutschland 1951 und von 1953 bis 1965 Bestandteil der Deutschen Leichtathletik-Meisterschaften. In der DDR gab es ebenfalls nur für die Männer Meisterschaftsläufe über diese Distanz von 1952 bis 1954 und von 1961 bis 1965. Bei den Frauen kam es bisher nur ein einziges Mal, 1970 in der DDR, zu einer offiziellen Deutschen Meisterschaft in dieser Disziplin.

## Deutscher Meisterschaftsrekord
| 23,0 s | Martin Lauer (ASV Köln) | Stuttgart | 24. Juli 1959 |

Dieser Meisterschaftsrekord kann nicht mehr verbessert werden, da der 200-Meter-Hürdenlauf nicht mehr auf dem Programm Deutscher Meisterschaften steht.

## Meister in derBundesrepublik Deutschland(DLV) 1951 sowie von 1953 bis 1965 /Meister in derDDR(DVfL) von 1952 bis 1954 sowie von 1961 bis 1965
| Jahr | Bundesrepublik Deutschland | Bundesrepublik Deutschland | Bundesrepublik Deutschland              | Bundesrepublik Deutschland  | DDR | DDR   | DDR                                        | DDR                         |
| Jahr | Ort                        | Datum                      | Athlet                                  | Zeit [s]                    | Ort | Datum | Athlet                                     | Zeit [s]                    |
| ---- | -------------------------- | -------------------------- | --------------------------------------- | --------------------------- | --- | ----- | ------------------------------------------ | --------------------------- |
| 1965 | Duisburg                   | 6. August                  | Hinrich John (Hannover 96)              | 23,4                        |     |       | G. Schenk (SC Dynamo Berlin)               |                             |
| 1964 | Berlin                     | 7. August                  | Joachim Hellmich (OSC Berlin)           | 23,4                        |     |       | Joachim Singer (SC Karl-Marx-Stadt)        |                             |
| 1963 | Augsburg                   | 9. August                  | Klaus Gerbig (FSV Frankfurt)            | 23,7                        |     |       | W. Skarus (SC Motor Jena)                  |                             |
| 1962 | Hamburg                    | 27. Juli                   | Willi Holdorf (TSV Bayer 04 Leverkusen) | 24,0                        |     |       | Joachim Singer (SC Wismut Karl-Marx-Stadt) |                             |
| 1961 | Düsseldorf                 | 28. Juli                   | Klaus Gerbig (TG Rüsselsheim)           | 23,9                        |     |       | Herbert Widera (SC Lok Leipzig)            |                             |
| 1960 | Berlin                     | 22. Juli                   | Martin Lauer (ASV Köln)                 | 23,4                        |     |       | Disziplin nicht ausgetragen                | Disziplin nicht ausgetragen |
| 1959 | Stuttgart                  | 24. Juli                   | Martin Lauer (ASV Köln)                 | 23,0                        |     |       | Disziplin nicht ausgetragen                | Disziplin nicht ausgetragen |
| 1958 | Hannover                   | 18. Juli                   | Martin Lauer (ASV Köln)                 | 23,4                        |     |       | Disziplin nicht ausgetragen                | Disziplin nicht ausgetragen |
| 1957 | Düsseldorf                 | 16. August                 | Martin Lauer (ASV Köln)                 | 23,5                        |     |       | Disziplin nicht ausgetragen                | Disziplin nicht ausgetragen |
| 1956 | Berlin                     | 18. August                 | Bert Steines (TuS Rot-Weiß Koblenz)     | 23,9                        |     |       | Disziplin nicht ausgetragen                | Disziplin nicht ausgetragen |
| 1955 | Frankfurt/M.               | 6. August                  | Bert Steines (TuS Rot-Weiß Koblenz)     | 23,9                        |     |       | Disziplin nicht ausgetragen                | Disziplin nicht ausgetragen |
| 1954 | Hamburg                    | 7. August                  | Bert Steines (TuS Rot-Weiß Koblenz)     | 24,4                        |     |       | Eberhard Schenk (Einheit Rostock)          |                             |
| 1953 | Augsburg                   | 26. Juli                   | Bert Steines (TuS Rot-Weiß Koblenz)     | 23,9                        |     |       | Hans Dittner (Einheit NO Berlin)           |                             |
| 1952 | Berlin                     | 29. Juni                   | Disziplin nicht ausgetragen             | Disziplin nicht ausgetragen |     |       | Karl Scholz (BSG Empor Lindenau)           |                             |
| 1951 | Düsseldorf                 | 29. Juli                   | Bert Steines (TuS Rot-Weiß Koblenz)     | 24,7                        |     |       | Disziplin nicht ausgetragen                | Disziplin nicht ausgetragen |

## Meisterin in derDDR(DVfL) 1970
| Jahr | Ort | Datum | Athletin                     | Zeit [s] |
| ---- | --- | ----- | ---------------------------- | -------- |
| 1970 |     |       | Annelie Jahns (SC Magdeburg) |          |